# Oribatula socotrensis
Oribatula socotrensis är en kvalsterart som först beskrevs av Sandór Mahunka 2000.  Oribatula socotrensis ingår i släktet Oribatula och familjen Oribatulidae. Inga underarter finns listade i Catalogue of Life.